# Louisville Bats
Die Louisville Bats sind ein Minor-League-Baseballteam aus Louisville, Kentucky, welches in der International League (IL) in der West Division spielt. Die Bats sind aktuell das Level-AAA Minor League Team der Cincinnati Reds und bestreiten ihre Heimspiele im rund 13.000 Zuschauer fassenden Louisville Slugger Field.

## Geschichte
Die Louisville Bats wurden 1982 gegründet, nachdem die Springfield Redbirds von Springfield nach Louisville umgezogen waren. Fortan nannte sich das Team bis 1997 Louisville Redbirds. 1998 erfolgte die erste Namensänderung in Louisville RiverBats, die zweite und bis dato letzte im Jahr 2002 in Louisville Bats.
Im Laufe der Zeit wechselten die Bats als Farmteam zu verschiedenen MLB-Teams. Nach 15 Jahren unter dem Dach der St. Louis Cardinals und zwei Jahren der Milwaukee Brewers sind die Bats seit 2000 den Cincinnati Reds untergeordnet.
In den 80er Jahren wurden die Bats aufgrund ihrer sportlichen Erfolge immer wieder als potenzieller MLB-Standort ins Gespräch gebracht. Die Pläne wurden jedoch nie realisiert.
2016 wurden die Louisville Bats von dem Wirtschaftsmagazin Forbes mit $36 Millionen als elftwertvollster Minor-League-Baseball-Verein der Vereinigten Staaten ausgezeichnet.

### Meisterschaften und Divisionstitel im Einzelnen
| Meistertitel | Divisionstitel |
| ------------ | -------------- |
| 1984         | 2003           |
| 1985         | 2008           |
| 1995         | 2009           |
| 2001         | 2010           |

## Stadion

### Louisville Slugger Field (seit 2000)
Aktuell tragen die Bats ihre Heimspiele im 13.131 Zuschauer fassenden Louisville Slugger Field aus.
Das Stadion wurde am 12. April 2000 eröffnet. Das erste Spiel fand am 23. April desselben Jahres statt, als die Indianapolis Indians zu Gast waren.
Seit 2015 wird das Stadion vom Louisville City FC, einem Fußballverein der United Soccer League, mitbenutzt.

### Cardinal Stadium (1982–1999)
Ehemaliges Stadion der Bats war das Cardinal Stadium mit einer Kapazität von über 47.000 Plätzen. Hauptmieter neben den Bats waren vor allem die Louisville Cardinals, das Universitätsteam von Louisville im American Football.
Im Jahr 2000 entschieden sich die Bats allerdings, in ein eigenes Stadion umzuziehen, da es immer wieder zu Terminüberschneidungen mit den Football- und Baseballvereinen der Universität oder Konzerten kam.
1989 spielten die Rolling Stones ein Konzert im Rahmen ihrer Steel Wheel Tour im Cardinal Stadium.

## Kader 2017

### Manager & Trainer
| #  | Name             | Pos            | Bat | Thw | Ht    | Wt  | DOB        | Status |
| -- | ---------------- | -------------- | --- | --- | ----- | --- | ---------- | ------ |
| 90 | Delino DeShields | Manager        | L   | R   | 6' 1" | 180 | 01-15-1969 | Active |
| 39 | Jody Davis       | Hitting Coach  | R   | R   | 6' 3" | 210 | 11-12-1956 | Active |
| 13 | Jeff Fassero     | Pitching Coach | L   | L   | 6' 1" | 215 | 01-05-1963 | Active |
| 22 | Darryl Brinkley  | Bench Coach    | R   | R   | 6' 0" | 189 | 12-23-1968 | Active |

### Pitchers
| #  | Name                | Pos | Bat | Thw | Ht     | Wt  | DOB        | Status    | MLB 40-man |
| -- | ------------------- | --- | --- | --- | ------ | --- | ---------- | --------- | ---------- |
| 45 | Rob Wooten          | P   | R   | R   | 6' 1"  | 200 | 07-21-1985 | 60-day DL | No         |
| 28 | Asher Wojciechowski | P   | R   | R   | 6' 4"  | 235 | 12-21-1988 | Active    | No         |
| 44 | Robert Stephenson   | P   | R   | R   | 6' 2"  | 200 | 02-24-1993 | Active    | Yes        |
| 20 | Jackson Stephens    | P   | R   | R   | 6' 2"  | 220 | 05-11-1994 | Active    | Yes        |
| 40 | Kevin Shackelford   | P   | R   | R   | 6' 5"  | 210 | 04-07-1989 | Active    | No         |
|    | Nick Routt          | P   | L   | L   | 6' 4"  | 215 | 08-28-1990 | 7-day DL  | No         |
| 24 | Sal Romano          | P   | L   | R   | 6' 5"  | 270 | 10-12-1993 | Active    | Yes        |
| 35 | Cody Reed           | P   | L   | L   | 6' 5"  | 228 | 04-15-1993 | Active    | Yes        |
|    | Jon Moscot          | P   | R   | R   | 6' 4"  | 210 | 08-15-1991 | 60-day DL | No         |
| 31 | Evan Mitchell       | P   | R   | R   | 6' 2"  | 185 | 03-18-1992 | 7-day DL  | No         |
| 26 | Kyle McMyne         | P   | R   | R   | 5' 11" | 212 | 10-18-1989 | Active    | No         |
|    | Andrew McKirahan    | P   | R   | L   | 6' 2"  | 200 | 02-08-1990 | 7-day DL  | No         |
| 32 | Vin Mazzaro         | P   | R   | R   | 6' 2"  | 220 | 09-27-1986 | 7-day DL  | No         |
| 38 | Tyler Mahle         | P   | R   | R   | 6' 3"  | 210 | 09-29-1994 | Active    | No         |
| 30 | Jimmy Herget        | P   | R   | R   | 6' 3"  | 170 | 09-09-1993 | Active    | No         |
| 37 | Ismael Guillon      | P   | L   | L   | 6' 1"  | 222 | 02-13-1992 | Active    | No         |
|    | Amir Garrett        | P   | R   | L   | 6' 5"  | 228 | 05-03-1992 | Active    | Yes        |
| 27 | Brandon Finnegan    | P   | L   | L   | 5' 11" | 212 | 04-14-1993 | Rehab     | No         |
| 34 | Rookie Davis        | P   | R   | R   | 6' 5"  | 255 | 04-29-1993 | 7-day DL  | Yes        |
| 10 | Alejandro Chacin    | P   | R   | R   | 6' 0"  | 204 | 06-24-1993 | Active    | No         |
| 43 | Jake Buchanan       | P   | R   | R   | 6' 0"  | 235 | 09-24-1989 | Active    | Yes        |
| 48 | Barrett Astin       | P   | R   | R   | 6' 1"  | 225 | 10-22-1991 | Active    | Yes        |

### Catchers
| #  | Name         | Pos | Bat | Thw | Ht    | Wt  | DOB        | Status | MLB 40-man |
| -- | ------------ | --- | --- | --- | ----- | --- | ---------- | ------ | ---------- |
| 47 | Chad Wallach | C   | R   | R   | 6' 3" | 230 | 11-04-1991 | Active | No         |
| 14 | Rob Brantly  | C   | L   | R   | 6' 1" | 195 | 07-14-1989 | Active | No         |

### Infielders
| #  | Name            | Pos | Bat | Thw | Ht     | Wt  | DOB        | Status   | MLB 40-man |
| -- | --------------- | --- | --- | --- | ------ | --- | ---------- | -------- | ---------- |
| 5  | Alex Blandino   | 2B  | R   | R   | 6' 0"  | 190 | 11-06-1992 | Active   | No         |
| 7  | Brandon Dixon   | 2B  | R   | R   | 6' 2"  | 215 | 01-29-1992 | Active   | No         |
| 15 | Dilson Herrera  | 2B  | R   | R   | 5' 10" | 210 | 03-03-1994 | 7-day DL | Yes        |
| 11 | Juan Perez      | 2B  | L   | R   | 5' 11" | 185 | 11-01-1991 | 7-day DL | No         |
| 4  | Tony Renda      | 2B  | R   | R   | 5' 8"  | 179 | 01-24-1991 | Active   | No         |
| 29 | Darnell Sweeney | 2B  | S   | R   | 6' 1"  | 195 | 02-01-1991 | Active   | No         |
| 3  | Zach Vincej     | SS  | R   | R   | 6' 0"  | 190 | 05-01-1991 | Active   | No         |

### Outfielders
| #  | Name               | Pos | Bat | Thw | Ht     | Wt  | DOB        | Status | MLB 40-man |
| -- | ------------------ | --- | --- | --- | ------ | --- | ---------- | ------ | ---------- |
| 25 | Beau Amaral        | CF  | L   | L   | 5' 10" | 177 | 02-11-1991 | Active | No         |
| 9  | Sebastian Elizalde | RF  | L   | R   | 6' 0"  | 195 | 11-20-1991 | Active | No         |
| 6  | Phillip Ervin      | LF  | R   | R   | 5' 10" | 207 | 07-15-1992 | Active | Yes        |
| 21 | Cedric Hunter      | LF  | L   | L   | 5' 11" | 200 | 03-10-1988 | Active | No         |
| 2  | Hernan Iribarren   | CF  | L   | R   | 6' 1"  | 202 | 06-29-1984 | Active | No         |
| 23 | Jesse Winker       | LF  | L   | L   | 6' 3"  | 215 | 08-17-1993 | Active | Yes        |

## Nicht mehr vergebene Trikotnummern
| Nummer | Spieler      |
| ------ | ------------ |
| 8      | Corky Miller |